# Wenzel Lorenz Reiner

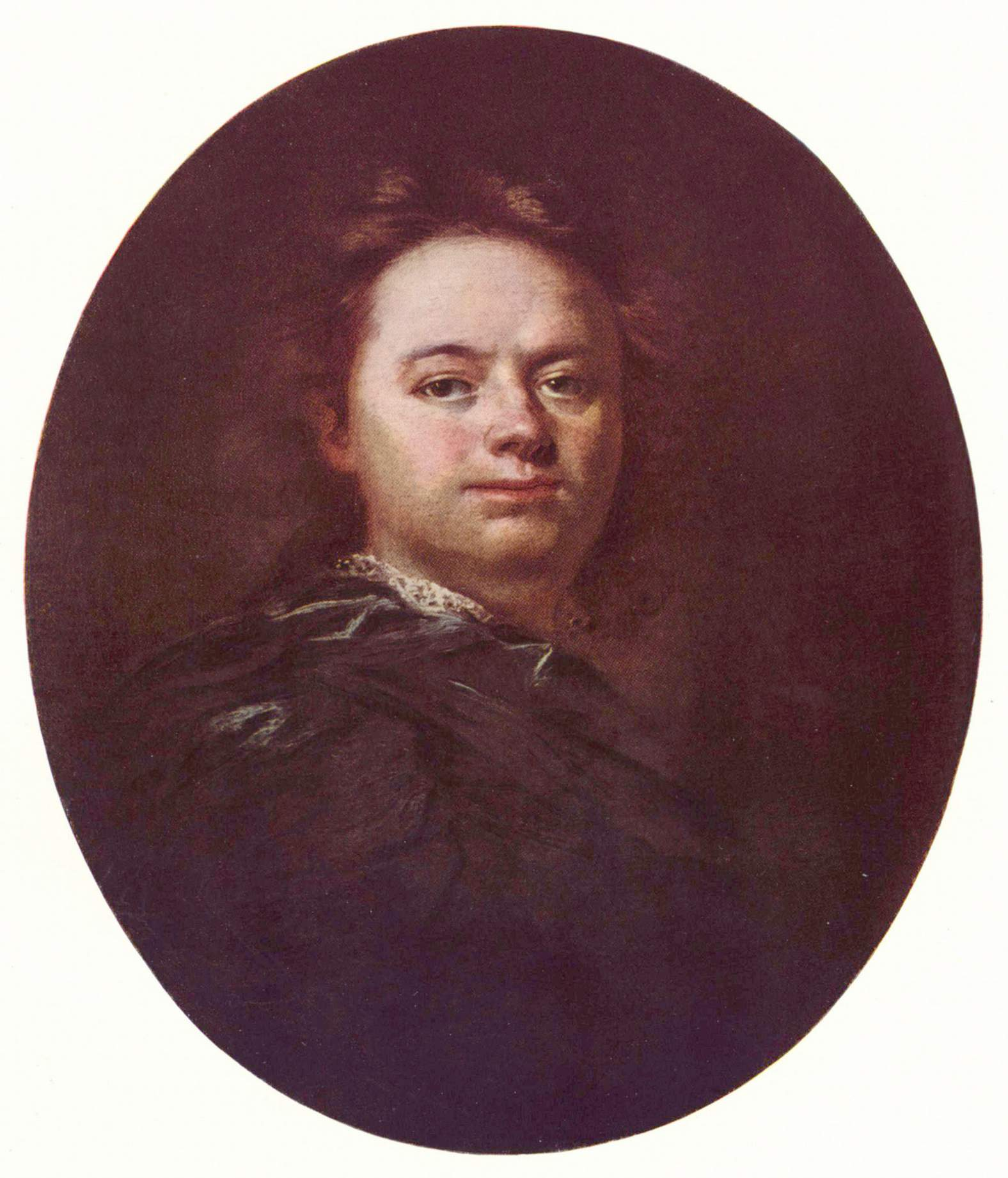
Selbstporträt

Wenzel Lorenz Reiner (tschechisch Václav Vavřinec Reiner; * 8. August 1689 in Prag; † 9. Oktober 1743 ebenda) war ein bedeutender Maler und Freskant des Barock in Böhmen.

## Leben
Wenzel Lorenz Reiner wurde am 8. August 1689 in der Prager St.-Gallus-Kirche (Kostel svatého Havla) getauft. Er entstammte einer künstlerischen Familie. Sein Großvater Martin Reiner war ein bekannter Baumeister. Seine erste Ausbildung erhielt er bei seinem Vater Josef Reiner, der in Prag als Bildhauer wirkte. Anschließend wurde er Schüler der Maler Peter Johann Brandl und Michael Wenzel Halbax (Halwachs) und nach 1705 von Anton Ferdinand Schweiger. In jungen Jahren richtete er sich ein Maleratelier ein und wurde Mitglied der Prager Malerbruderschaft. Seine Arbeiten waren auch von dem in Schlesien tätigen Maler Michael Willmann beeinflusst. Zu seinen frühesten Fresken zählen die Apostelmärtyrer, die er 1714 für die Klosterkirche in Osek schuf. Als sein Hauptwerk wird das Jüngste Gericht in der Prager Kreuzherrenkirche aus den Jahren 1722–1723 bezeichnet.
Reiner gehörte zu den bedeutendsten Künstlern des Böhmischen Barock. Neben Tafel- und Altarbildern schuf er monumentale Schlachten- und Landschaftsbilder und arbeitete auch als Freskant, wobei ihm die Werke von Johann Christoph Lischka als Vorbild dienten. Die Deckenmalereien entstanden häufig in Zusammenarbeit mit Franz Maximilian Kaňka und Kilian Ignaz Dientzenhofer. Neben einigen Aufträgen in Schlesien und Österreich war er überwiegend in Böhmen tätig.
Nach 1730 geriet er unter den Einfluss von Cosmas Damian Asam, den er bei der Ausstattung der St.-Hedwigs-Kirche in Wahlstadt kennenlernte und durch den er Elemente des künftigen Rokokostils vorwegnahm.

## Familie
Am 21. November 1725 heiratete Wenzel Lorenz Reiner die Prager Bürgerstochter Anna Veronika Herzog. Die Trauung erfolgte in der Kreuzherrenkirche durch den damaligen Generalgroßmeister der Kreuzherren mit dem Roten Stern Mathäus Böhmb. Aus der Ehe gingen fünf Kinder hervor. Seine letzte Ruhestätte fand Wenzel Lorenz Reiner im Seitenschiff der St.-Aegidius-Kirche (Kostel sv. Jiljí) in der Prager Altstadt.

## Werke

### In Prag
- Allerheiligenkapelle im Alten Königspalast: Hauptaltargemälde
- Kreuzherrenkirche: Fresken und Kuppelgemälde
- Kirche Maria Schnee (Kostel Panny Marie Sněžné): Seitenaltargemälde „Mariä Verkündigung“
- Wallfahrtsstätte Loreto auf dem Hradschin: Deckenfresko in der Christi-Geburt-Kirche
- St. Aegidius (Kostel svatého Jilji): Deckenfresko sowie weitere Gemälde
- St.-Georgs-Kirche (Bazilika svatého Jiři): Hauptaltargemälde und Kuppelfresko
- St.-Heinrichs-Kirche (Kostel svatého Jindřicha): zwei Altargemälde
- St.-Jacobs-Kirche (Kostel svatého Jakuba): Gemälde
- St.-Katharina-Kirche im ehemaligen Kloster der Augustinerinnen (Kostel svaté Kateříny): fast alle Wandmalereien
- St.-Thomas-Kirche (Kostel svatého Tomáše): Deckenfresko
- Weißer Berg (Bílá Hora): Deckenfresken in der Marien-Wallfahrtskirche
- Palais Czernin: Gemälde Sturz der Giganten im Treppenhaus
- Palais Vrtba und Vrtba-Garten (Vrtbovský palac ze zahradou): Fresken der Sala terrena

### In anderen Orten in Tschechien
- Gutwasser: Fresken in der Wallfahrtskirche
- Dux: Deckengemälde des großen Saals im Schloss (zusammen mit Matthias Bernhard Braun und Ferdinand Maximilian Brokoff)
- Duchcov: Fresko aus dem ursprünglichen Barockspital, das sich im dafür neu erbauten Pavillon im Schlosspark befindet
- Jemnischt: Fresken in der Kapelle des Schlosses der Adelsfamilie von Trautmansdorff
- Schloss Königssaal: Fresken in der Prälatur des ehemaligen Zisterzienserklosters
- Lissa an der Elbe: Fresken im Schloss der Adelsfamilie Sporck
- Kloster Osek: Fresken und Altargemälde des hl. Bernhard in der Klosterkirche Mariä Himmelfahrt
- Raudnitz: Altarbild in der St.-Wilhelms-Kapelle
- Dolni Ročov Bezirk Laun: Gemälde für das Augustinerkloster
- Teplitz: Gemälde in der Dekanatskirche Johannes der Täufer

### In Schlesien
- Wahlstatt: Seitenaltäre in der Kirche Heiliges Kreuz und hl. Hedwig:
  - Kreuzabnahme der Schmerzensmutter
  - Apotheose des hl. Benedikt
  - Hl. Adalbert auf dem Grünen Berg vollbringt das Regenwunder
  - Martyrium der hl. Margarete
- Breslau: Fresken in der Hochberg-Kapelle der St.-Vinzenz-Kirche

### In Österreich
- Kartause Gaming: Ausmalung der Bibliothek